# Grande Prêmio do Brasil de 2010
O Grande Prémio do Brasil de 2010 foi a 18ª corrida da temporada de 2010 da Fórmula 1. O alemão Nico Hulkenberg conquistou a pole position pela primeira vez na carreira. O vencedor da prova foi o também alemão Sebastian Vettel. 
 A equipe austríaca Red Bull torna-se campeã de construtores pela primeira vez.

## Classificação
| Pos | Nº | Piloto             | Construtor           | Parte 1  | Parte 2  | Parte 3  | Grid |
| --- | -- | ------------------ | -------------------- | -------- | -------- | -------- | ---- |
| 1   | 10 | Nico Hülkenberg    | Williams-Cosworth    | 1:20.050 | 1:19.144 | 1:14.470 | 1    |
| 2   | 5  | Sebastian Vettel   | Red Bull-Renault     | 1:19.160 | 1:18.691 | 1:15.519 | 2    |
| 3   | 6  | Mark Webber        | Red Bull-Renault     | 1:19.025 | 1:18.516 | 1:15.637 | 3    |
| 4   | 2  | Lewis Hamilton     | McLaren-Mercedes     | 1:19.931 | 1:18.921 | 1:15.747 | 4    |
| 5   | 8  | Fernando Alonso    | Ferrari              | 1:18.987 | 1:19.010 | 1:15.989 | 5    |
| 6   | 9  | Rubens Barrichello | Williams-Cosworth    | 1:19.799 | 1:18.925 | 1:16.203 | 6    |
| 7   | 11 | Robert Kubica      | Renault              | 1:19.249 | 1:18.877 | 1:16.552 | 7    |
| 8   | 3  | Michael Schumacher | Mercedes             | 1:19.879 | 1:18.923 | 1:16.925 | 8    |
| 9   | 7  | Felipe Massa       | Ferrari              | 1:19.778 | 1:19.200 | 1:17.101 | 9    |
| 10  | 12 | Vitaly Petrov      | Renault              | 1:20.189 | 1:19.153 | 1:17.656 | 10   |
| 11  | 1  | Jenson Button      | McLaren-Mercedes     | 1:19.905 | 1:19.288 |          | 11   |
| 12  | 23 | Kamui Kobayashi    | Sauber-Ferrari       | 1:19.741 | 1:19.385 |          | 12   |
| 13  | 4  | Nico Rosberg       | Mercedes             | 1:20.153 | 1:19.486 |          | 13   |
| 14  | 17 | Jaime Alguersuari  | Toro Rosso-Ferrari   | 1:20.158 | 1:19.581 |          | 14   |
| 15  | 16 | Sébastien Buemi    | Toro Rosso-Ferrari   | 1:20.096 | 1:19.847 |          | 191  |
| 16  | 22 | Nick Heidfeld      | Sauber-Ferrari       | 1:20.174 | 1:19.899 |          | 15   |
| 17  | 15 | Vitantonio Liuzzi  | Force India-Mercedes | 1:20.592 | 1:20.357 |          | 16   |
| 18  | 14 | Adrian Sutil       | Force India-Mercedes | 1:20.830 |          |          | 222  |
| 19  | 24 | Timo Glock         | Virgin-Cosworth      | 1:22.130 |          |          | 17   |
| 20  | 18 | Jarno Trulli       | Lotus-Cosworth       | 1:22.250 |          |          | 18   |
| 21  | 19 | Heikki Kovalainen  | Lotus-Cosworth       | 1:22.378 |          |          | 20   |
| 22  | 25 | Lucas di Grassi    | Virgin-Cosworth      | 1:22.810 |          |          | 21   |
| 23  | 20 | Christian Klien    | HRT-Cosworth         | 1:23.083 |          |          | 23   |
| 24  | 21 | Bruno Senna        | HRT-Cosworth         | 1:23.796 |          |          | 24   |

1. ↑  – Sébastien Buemi recebeu a punição de cinco posições no grid de largada, por ter causado acidente com Timo Glock no Grande Prêmio da Coréia do Sul.[3]
2. ↑  – Adrian Sutil recebeu a punição de cinco posições no grid de largada, por ter causado acidente com Kamui Kobayashi no Grande Prêmio da Coréia do Sul.[3]

## Corrida
| Pos | No | Piloto             | Construtor           | Voltas | Tempo/Aban. | Grid | Pontos |
| --- | -- | ------------------ | -------------------- | ------ | ----------- | ---- | ------ |
| 1   | 5  | Sebastian Vettel   | Red Bull-Renault     | 71     | 1:33:11.803 | 2    | 25     |
| 2   | 6  | Mark Webber        | Red Bull-Renault     | 71     | +4.243      | 3    | 18     |
| 3   | 8  | Fernando Alonso    | Ferrari              | 71     | +6.807      | 5    | 15     |
| 4   | 2  | Lewis Hamilton     | McLaren-Mercedes     | 71     | +14.634     | 4    | 12     |
| 5   | 1  | Jenson Button      | McLaren-Mercedes     | 71     | +15.593     | 11   | 10     |
| 6   | 4  | Nico Rosberg       | Mercedes             | 71     | +35.320     | 13   | 8      |
| 7   | 3  | Michael Schumacher | Mercedes             | 71     | +43.456     | 8    | 6      |
| 8   | 10 | Nico Hülkenberg    | Williams-Cosworth    | 70     | +1 volta    | 1    | 4      |
| 9   | 11 | Robert Kubica      | Renault              | 70     | +1 volta    | 7    | 2      |
| 10  | 23 | Kamui Kobayashi    | BMW Sauber-Ferrari   | 70     | +1 volta    | 12   | 1      |
| 11  | 17 | Jaime Alguersuari  | Toro Rosso-Ferrari   | 70     | +1 volta    | 14   |        |
| 12  | 14 | Adrian Sutil       | Force India-Mercedes | 70     | +1 volta    | 22   |        |
| 13  | 16 | Sébastien Buemi    | Toro Rosso-Ferrari   | 70     | +1 volta    | 19   |        |
| 14  | 9  | Rubens Barrichello | Williams-Cosworth    | 70     | +1 volta    | 6    |        |
| 15  | 7  | Felipe Massa       | Ferrari              | 70     | +1 volta    | 9    |        |
| 16  | 12 | Vitaly Petrov      | Renault              | 70     | +1 volta    | 10   |        |
| 17  | 22 | Nick Heidfeld      | BMW Sauber-Ferrari   | 70     | +1 volta    | 15   |        |
| 18  | 19 | Heikki Kovalainen  | Lotus-Cosworth       | 69     | +2 voltas   | 20   |        |
| 19  | 18 | Jarno Trulli       | Lotus-Cosworth       | 69     | +2 voltas   | 18   |        |
| 20  | 24 | Timo Glock         | Virgin-Cosworth      | 69     | +2 voltas   | 17   |        |
| 21  | 21 | Bruno Senna        | HRT-Cosworth         | 69     | +2 voltas   | 24   |        |
| 22  | 20 | Christian Klien    | HRT-Cosworth         | 65     | +6 voltas   | 23   |        |
| NC  | 25 | Lucas di Grassi    | Virgin-Cosworth      | 62     | +9 voltas   | 21   |        |
| Ret | 15 | Vitantonio Liuzzi  | Force India-Mercedes | 49     | Acidente    | 16   |        |

## Tabela do campeonato após a corrida
Observe que somente as seis primeiras posições estão incluídas na tabela.
| Pos | Var     | Piloto           | Pontos |
| --- | ------- | ---------------- | ------ |
| 1   | Estável | Fernando Alonso  | 246    |
| 2   | Estável | Mark Webber      | 238    |
| 3   | (1)     | Sebastian Vettel | 231    |
| 4   | (1)     | Lewis Hamilton   | 222    |
| 5   | Estável | Jenson Button    | 199    |
| 6   | Estável | Felipe Massa     | 143    |

| Pos | Var     | Construtor        | Pontos |
| --- | ------- | ----------------- | ------ |
| 1   | Estável | Red Bull-Renault  | 469    |
| 2   | Estável | McLaren-Mercedes  | 421    |
| 3   | Estável | Ferrari           | 389    |
| 4   | Estável | Mercedes          | 202    |
| 5   | Estável | Renault           | 145    |
| 6   | (1)     | Williams-Cosworth | 69     |

|  |         |
|  | Campeão |